# Парвовірус В19
Парвовірус В19 (іноді вживають назву «парвовірус людини В19») — вірус з одноланцюжковою ДНК, який належить до родини парвовірусів (Parvoviridae) і роду еритровірусів (Erythrovirus). Спричинює захворювання у людей (перший зареєстрований випадок інфікування людини парвовірусом В19 датовано 1975 роком). У 1995 році парвовірус В19 внесли до роду еритровірусів і перейменували на «B19V».

## Молекулярна характеристика
Парвовірус В19 містить ДНК, діаметр вірусу становить 18 — 24 нм. Оболонки немає. Геном представлений єдиним ланцюжком ДНК, яка кодує два структурні білки — VP1 та VP2, які є білками капсиду, а також один неструктурний білок — NS1, необхідний для реплікації вірусу. Білок VP1 складається з 781 амінокислот, білок VP2 — з 554 амінокислот і є частиною VP1 (у нього відсутній N-кінцевий фрагмент з 226 амінокислот). Вірусний капсид на 95 % складається з VP2.

## Поширення та актуальність
Значну частку серед носіїв парвовірусу В19 становлять школярі та діти дошкільного віку. Загалом діти передають інтенсивніше вірус у сім'ї — батькам, а також братам і сестрам. Серед дітей дошкільного та молодшого шкільного віку кількість носіїв антитіл до парвовірусу В19 коливається від 5 до 10 %. У дорослих цей показник зростає до 50 %, у людей похилого віку він становить 90 %. Циркуляція парвовірусу В19 є рівномірною в усіх регіонах світу, лише невелика частина населення, яка проживає у віддалених географічних широтах, може уникнути інфікування цим вірусом. Чоловіки та жінки однаковою мірою інфікуються парвовірусом В19, водночас дорослі жінки більш схильні до розвитку постінфекційного артриту.

## Епідеміологічні особливості
Вірус передається повітряно-крапельним механізмом — через слину, мокротиння чи носовий слиз, коли хворий кашляє або в нього нежить. Ризик передачі вірусу є підвищеним саме в момент нежитю. Коли наявні лише висипання, набряки та біль у суглобах, то ризик передачі парвовірусу В19 суттєво знижується чи навіть зникає. Люди з ослабленою імунною системою можуть передавати вірус триваліше, ніж імунокомпетентні особи.
Парвовірус В19 передається також через кров та її компоненти. Можливий також вертикальний механізм передачі інфекції — жінка, інфікована вірусом, в період вагітності може інфікувати ним свою дитину.
На передачу вірусу впливає також кліматичний чинник: у регіонах з помірним кліматом ризик зараження вірусом підвищений взимку, навесні та в перші місяці літа. Локальні спалахи хвороби, спричиненої парвовірусом В19, відбуваються через кожні 3—4 роки.

## Патогенез
Парвовірус В19 передається тільки від людини людині, тварини заражаються іншими видами парвовірусів, які людям не передаються. За допомогою Р-антигену рецепторів вірус проникає до клітин крові, після чого ДНК вірусу інтегрується до ядра клітин. У людей, інфікованих цим різновидом вірусів, можуть спостерігатися різні клінічні прояви, залежно від віку та загального стану здоров'я. Однак у 20 % носіїв вірусу (як дітей, так і дорослих) або взагалі не спостерігається жодних проявів інфекції, або вони незначні й мають неспецифічний характер. Є випадки, коли у людей є природний імунітет до парвовірусу В19, але вони виявляються зрідка.

## Клінічні ознаки
Найбільш поширеним захворюванням, яке спричинює парвовірус В19, є інфекційна еритема (лат. erythema infectiosum, англ. fifth disease), проявом якої є висип на тілі, який частіше проявляється у дітей, ніж у дорослих. Інкубаційний період від 4 до 20 днів. Спочатку з'являється жар, нежить і головний біль. За декілька днів може виникнути плямистий висип на обличчі та всьому тілі. У деяких хворих спостерігають також повторний висип на грудній клітці, сідницях, руках або ногах. Висипання може бути сверблячими, особливо на стопах ніг. Висип зникає за декілька тижнів. Також можлива поява набряків і болю в суглобах (артралгії).
У людей з пригніченою імунною системою (внаслідок хіміотерапії, прийому імуносупресорів, а також ВІЛ-інфікованих) парвовірусна інфекція може мати хронічний перебіг і стати причиною розвитку анемії та інших захворювань крові, а також міокардитів і пневмонітів.

## Профілактика
Для зниження ризику зараження парвовірусом В19 необхідно дотримуватися таких правил:
- часто мити руки з милом;
- дезінфіковувати ротову порожнину та ніс під час кашлю і нежитю;
- не торкатися очей, носа чи рота;
- уникати тісних контактів з хворими;
- постійно перебувати вдома під час хвороби.